# 2022-es labdarúgó-világbajnokság-selejtező (UEFA – C csoport)
A 2022-es labdarúgó-világbajnokság európai selejtező, C csoportjának eredményeit tartalmazó lapja. A csoportban a csapatok körmérkőzéses, oda-visszavágós rendszerben játszottak egymással. A csoport győztese kijutott a világbajnokságra, a csoport második helyezettje pótselejtezőn vett részt.
A csoportban Olaszország, Svájc, Észak-Írország, Bulgária és Litvánia szerepelt.

## Tabella
| Hely. | Csapat         | M | Gy | D | V | G+ | G– | Gk  | P  | Továbbjutás                         |     | Svájc | Olaszország | Észak-Írország | Bulgária | Litvánia |
| ----- | -------------- | - | -- | - | - | -- | -- | --- | -- | ----------------------------------- | --- | ----- | ----------- | -------------- | -------- | -------- |
| 1.    | Svájc          | 8 | 5  | 3 | 0 | 15 | 2  | +13 | 18 | Kijutott a 2022-es világbajnokságra |     | —     | 0–0         | 2–0            | 4–0      | 1–0      |
| 2.    | Olaszország    | 8 | 4  | 4 | 0 | 13 | 2  | +11 | 16 | Pótselejtezőn vett részt            |     | 1–1   | —           | 2–0            | 1–1      | 5–0      |
| 3.    | Észak-Írország | 8 | 2  | 3 | 3 | 6  | 7  | −1  | 9  |                                     |     | 0–0   | 0–0         | —              | 0–0      | 1–0      |
| 4.    | Bulgária       | 8 | 2  | 2 | 4 | 6  | 14 | −8  | 8  |                                     | 1–3 | 0–2   | 2–1         | —              | 1–0      |          |
| 5.    | Litvánia       | 8 | 1  | 0 | 7 | 4  | 19 | −15 | 3  |                                     | 0–4 | 0–2   | 1–4         | 3–1            | —        |          |

## Mérkőzések
A menetrendet az UEFA a sorsolást követő napon, 2020. december 8-án tette közzé.
Az időpontok közép-európai idő szerint, zárójelben helyi idő szerint értendők.
| 2021. március 25. 20:45 (21:45 UTC+2) |

| Bulgária      | 1–3               | Svájc                             |
| ------------- | ----------------- | --------------------------------- |
| Deszpodov 46' | (0–3) Jegyzőkönyv | Embolo 7' Seferović 10' Zuber 13' |

| Vaszil Levszki Stadion, Szófia Játékvezető: Nikola Dabanović (montenegrói) |

| 2021. március 25. 20:45 |

| Olaszország              | 2–0               | Észak-Írország |
| ------------------------ | ----------------- | -------------- |
| Berardi 14' Immobile 38' | (2–0) Jegyzőkönyv |                |

| Ennio Tardini Stadion, Parma Játékvezető: Ali Palabıyık (török) |

| 2021. március 28. 20:45 (21:45 UTC+3) |

| Bulgária | 0–2               | Olaszország                          |
| -------- | ----------------- | ------------------------------------ |
|          | (0–1) Jegyzőkönyv | Belotti 43' (11-esből) Locatelli 83' |

| Vaszil Levszki Stadion, Szófia Játékvezető: Slavko Vinčić (szlovén) |

| 2021. március 28. 20:45 |

| Svájc      | 1–0               | Litvánia |
| ---------- | ----------------- | -------- |
| Shaqiri 2' | (1–0) Jegyzőkönyv |          |

| Kybunpark, St. Gallen Játékvezető: Mattias Gestranius (finn) |

| 2021. március 31. 20:45 (21:45 UTC+3) |

| Litvánia | 0–2               | Olaszország                         |
| -------- | ----------------- | ----------------------------------- |
|          | (0–0) Jegyzőkönyv | Sensi 48' Immobile 90+4' (11-esből) |

| LFF Stadium, Vilnius Játékvezető: Paweł Raczkowski (lengyel) |

| 2021. március 31. 20:45 (19:45 UTC+1) |

| Észak-Írország | 0–0         | Bulgária |
| -------------- | ----------- | -------- |
|                | Jegyzőkönyv |          |

| Windsor Park, Belfast Játékvezető: Yigal Frid (izraeli) |

| 2021. szeptember 2. 20:45 |

| Olaszország | 1–1               | Bulgária     |
| ----------- | ----------------- | ------------ |
| Chiesa 16'  | (1–1) Jegyzőkönyv | A. Iliev 40' |

| Artemio Franchi Stadion, Firenze Játékvezető: Serdar Gözübüyük (holland) |

| 2021. szeptember 2. 20:45 (21:45 UTC+3) |

| Litvánia      | 1–4               | Észak-Írország                                                         |
| ------------- | ----------------- | ---------------------------------------------------------------------- |
| Baravykas 55' | (0–1) Jegyzőkönyv | Ballard 20' Washington 52' (11-esből) Lavery 67' McNair 82' (11-esből) |

| LFF Stadium, Vilnius Játékvezető: Stéphanie Frappart (francia) |

| 2021. szeptember 5. 18:00 (19:00 UTC+3) |

| Bulgária    | 1–0               | Litvánia |
| ----------- | ----------------- | -------- |
| Chochev 82' | (0–0) Jegyzőkönyv |          |

| Vaszil Levszki Stadion, Szófia Játékvezető: John Beaton (skót) |

| 2021. szeptember 5. 20:45 |

| Svájc | 0–0         | Olaszország |
| ----- | ----------- | ----------- |
|       | Jegyzőkönyv |             |

| St. Jakob-Park, Bázel Játékvezető: Carlos del Cerro Grande (spanyol) |

| 2021. szeptember 8. 20:45 |

| Olaszország                                                 | 5–0               | Litvánia |
| ----------------------------------------------------------- | ----------------- | -------- |
| Kean 11' 29' Utkus 14' (öngól) Raspadori 24' Di Lorenzo 54' | (4–0) Jegyzőkönyv |          |

| Stadio Città del Tricolore, Reggio Emilia Játékvezető: Craig Pawson (angol) |

| 2021. szeptember 8. 20:45 (19:45 UTC+1) |

| Észak-Írország | 0–0         | Svájc |
| -------------- | ----------- | ----- |
|                | Jegyzőkönyv |       |

| Windsor Park, Belfast Játékvezető: Harald Lechner (osztrák) |

| 2021. október 9. 15:00 (16:00 UTC+3) |

| Litvánia                     | 3–1               | Bulgária     |
| ---------------------------- | ----------------- | ------------ |
| Lasickas 18' Černych 82' 84' | (1–0) Jegyzőkönyv | Despodov 64' |

| LFF Stadium, Vilnius Játékvezető: Yevhen Aranovskyi (ukrán) |

| 2021. október 9. 20:45 |

| Svájc                       | 2–0               | Észak-Írország |
| --------------------------- | ----------------- | -------------- |
| Zuber 45+3' Fassnacht 90+1' | (1–0) Jegyzőkönyv |                |

| Stade de Genève, Genf Játékvezető: Slavko Vinčić (szlovén) |

| 2021. október 12. 20:45 (21:45 UTC+3) |

| Bulgária        | 2–1               | Észak-Írország |
| --------------- | ----------------- | -------------- |
| Nedelev 53' 63' | (0–1) Jegyzőkönyv | Washington 37' |

| Vaszil Levszki Stadion, Szófia Játékvezető: Alekszej Kulbakov (fehérorosz) |

| 2021. október 12. 20:45 (21:45 UTC+3) |

| Litvánia | 0–4               | Svájc                                       |
| -------- | ----------------- | ------------------------------------------- |
|          | (0–3) Jegyzőkönyv | Embolo 31' 45' Steffen 42' Gavranović 90+4' |

| LFF Stadium, Vilnius Játékvezető: Tiago Martins (portugál) |

| 2021. november 12. 20:45 |

| Olaszország    | 1–1               | Svájc      |
| -------------- | ----------------- | ---------- |
| Di Lorenzo 36' | (1–1) Jegyzőkönyv | Widmer 11' |

| Olimpiai Stadion, Róma Játékvezető: Anthony Taylor (angol) |

| 2021. november 12. 20:45 (19:45 UTC±0) |

| Észak-Írország     | 1–0               | Litvánia |
| ------------------ | ----------------- | -------- |
| Šatkus 18' (öngól) | (1–0) Jegyzőkönyv |          |

| Windsor Park, Belfast Játékvezető: Vad István (magyar) |

| 2021. november 15. 20:45 (19:45 UTC±0) |

| Észak-Írország | 0–0         | Olaszország |
| -------------- | ----------- | ----------- |
|                | Jegyzőkönyv |             |

| Windsor Park, Belfast Játékvezető: Kovács István (román) |

| 2021. november 15. 20:45 |

| Svájc                                         | 4–0               | Bulgária |
| --------------------------------------------- | ----------------- | -------- |
| Okafor 48' Vargas 57' Itten 72' Freuler 90+1' | (0–0) Jegyzőkönyv |          |

| Swissporarena, Luzern Játékvezető: Benoît Bastien (francia) |